# Martinsville (Ohio)
Pour les articles homonymes, voir Martinsville.
Martinsville est un village américain situé dans le comté de Clinton, dans l'Ohio. Selon le recensement de 2010, sa population est de 463 habitants.